# 장사동-독석동 철수 작전
장사동-독석동 철수작전은 1950년 8월 17일 북한군 제5사단에 의해 퇴로가 차단된 한국군 3사단이 독석동해안에서 감행한 해상철수 작전이다.

## 배경
1950년 8월 초 동해안선을 따라 철수하던 한국군 제3사단은 영덕에서 10km 남쪽에 위치한 장사동에서 북한군 제5사단과 대치중이었다.
동년 8월 4일 청송에 주둔중이던 한국군 18연대와 독립기갑연대를 북한군 12사단이 포위하면서 수도사단은 의성으로 철수하였다.
이에 8월 5일부터 제3사단의 좌측방어선인 청송일대에 광대한 공백 지대가 형성되어 북한군 12사단과 보현산,구암산 일대에서 작전을 수행중이던 766부대는 기계방면으로 신속남하하였다.
동년 8월 7일 현동에 북한군 제12사단의 주력이 출현하였으며, 8월 11일 766부대의 선도부대가 포항에 진입, 북한군 제5사단은 한국군 제3사단을 포위하기 위해 7번 국도를 우회하기 시작하였다.
8월 13일, 북한군 제5사단을 우회를 감지한 한국군 제3사단은 하송동에서 부대정비를 마친 22연대의 1개 대대를 예비대로 남겨둔 채, 2개 대대를 23연대의 좌측방인 462고지 일대에 배치하였다.
8월 15일 새벽, 북한군 제5사단의 일부 병력이 흥해읍 북쪽에 출현함으로써 제3사단은 장사리일대에 완전히 고립되었고, 기계-포항지구의 전황이 호전될 기미가 보이지 않자 육군본부는 미 제8군과 협조하에 제3사단의 해상철수명령을 하달하였다.

## 개시
철수명령을 하달받은 한국군 제3사단은 15일 저녁에 23연대를 지경리,화진리에 배치하고 462고지에서 철수한 22연대를 화진리, 독석동에 배치하였다.
8월 16일 한국군 제3사단은 21:00시에 LST 4척이 독석동 해안에 접안할 것이라는 육군본부의 전문을 받았다.
사단장 김석원준장은 철수작전을 극비에 부치는 한편 각 연대장과 참모진을 소집하여 다음과 같은 해상철수작전 계획을 하달하였다.
| 독석동~조사리 해안철수작전 |
| - 각 연대별로 1개 중대규모의 "잔류접촉분견대"를 편성하여 8월 16일 21:00에 일제히 공격을 가하여 대치중인 북한군을 격퇴한 후 지정된 해안지대로 철수한다. - 각 연대의 잔류접촉분견대는 17일 04:00 약정된 신호탄이 발사되면 지체없이 철수한다. - 기타 병력과 장비는 일선 연대가 승선하기 이전에 병력 승선과 장비 탑재를 마친다. - 기만 대책으로 트럭 6대를 동원하여 17일 00:00부터 1시간 30분동안 독석동, 방화동간 2Km 구간을 왕복 운행하면서 증원병력이 상륙한 것처럼 가장한다. - 제11야전포병부대의 1개 중대는 잔류접촉분견대가 철수할 때까지 독석동 해안에서 요란사격을 계속한다. |

작전명령은 대대장급 이상 지휘관들에게만 전달하였으며, 마을 주민들에게 해변에서 사단장 연설이 있을 것이라 알려 주민들을 모이게 한 후 그대로 배에 태워 버리는 등, 작전에 있어서 최대한의 기도비닉을 유지하였다.
적을 끝까지 기만하기 위해 포4문으로 일제히 사격하였으며 17일 04:00 최후까지 엄호한 중대가 철수 신호에 따라 승선하였다.
한편 북한군 제5사단은 날이 밝아짐에 따라 한국군 제3사단의 철수를 알아차리고 06:00부터 독석동 뒷산에서 박격포와 기관총 사격을 시작하였다.

그 무렵 주력 병력을 태운 3척의 LST는 해안을 떠나고 있었고, 07:00에 부대승선을 확인한 사단장과 참모진이 탑승한 마지막 LST가 해안을 떠났다.
이후 LST 4척은 미군 순양함 헤레나 호와 구축함 4척의 호위를 받으며 17일 10:30 구룡포에 도착함으로써 작전은 종료되었다.

## 결과
철수 작전 결과 부상자 125명을 포함 사단병력 9000여명이 철수에 성공하였으며, 경찰 1200여명, 지방 공무원 및 반공투사등 민간인 만여명이 함께 철수하였다.
결과적으로 사단의 주력병력을 유지함으로써 한국군 제3사단은 다시 포항 방어선에 투입될 수 있었다.

## 참조
국방부, <<안강·포항전투 : 한국전쟁전투사>>, 1986